# Gwilym Lee
Gwilym Lee (Bristol, 24 de novembro de 1983) é um ator britânico. Ele é conhecido pelos papéis em The Tourist (2010), A Song for Jenny (2015), Jamestown (2017), Midsomer Murders e por interpretar o guitarrista Brian May na cinebiografia Bohemian Rhapsody (2018).

## Primeiros anos
Lee nasceu em Bristol filho dos galeses Tom e Ceinwen. Ele tem três irmãos mais velhos: Geraint, Owen e Rhiannon. Quando jovem sua família se mudou para Sutton Coldfield en Birmingham, apesar dele se identificar bastante com sua ascendência galesa. Ele estudou literatura inglesa na Universidade de Cardiff e drama na Guildhall School of Music and Drama, onde recebeu a Guildhall Gold Medal em 2008. Lee reside em Londres.

## Carreira
Lee se juntou a um grupo de teatro quando adolescente. Ele então estrelou na adaptação televisiva dos livros Animal Ark entre 1997-1998. Aos dezesseis anos, começou a trabalhar em Ricardo III com a Royal Shakespeare Company. Lee teve um papel de destaque em Land Girls (2011) e fez participações em diversas outras séries (incluindo Ashes to Ashes, Fresh Meat, Monroe e Henry V). Ele também trabalhou na rádio (The Emerald Tiger, The Silver Turk e na adaptação de The Cruel Sea).
Lee foi indicado ao Ian Charleson Award em 2008 por sua participação em Édipo Rei, do Royal National Theatre, e em 2009 interpretou Laertes em Hamlet de Jude Law.
Ele ganhou seu primeiro prêmio Ian Charleson em 2011 por seu papel como Edgar em King Lear, produção da Donmar Warehouse. Em 2012, Lee estrelou no Trafalgar Studios em The Promise.
No natal de 2013, Lee começou um papel na televisão como o novo sargento de DCI Barnaby, DS Charlie Nelson, na 16ª temporada de Midsomer Murders, que também incluiu o centésimo episódio do programa, parcialmente filmado na Dinamarca em colaboração com a empresa de radiodifusão nacional local Danmarks Radio. No começo de 2014 ele apareceu na peça Versailles de Donmar Warehouse.
Em abril de 2016, foi anunciado pelo ITV que Lee não retornaria para a temporada 19 de Midsomer Murders. Lee, em sua conta no Twitter, indicou que estaria envolvido na série Jamestown. Em 2018, ele interpretou Brian May, guitarrista da banda Queen, na cinebiografia Bohemian Rhapsody, que lhe valeu uma indicação a Melhor Elenco em Cinema nos Prémios Screen Actors Guild 2019.

## Prêmios e indicações
| Ano  | Prêmio                              | Categoria                         | Indicação                                                 | Resultado | Ref.   |
| ---- | ----------------------------------- | --------------------------------- | --------------------------------------------------------- | --------- | ------ |
| 2008 | Guildhall School of Music and Drama | Drama Gold Medal                  |                                                           | Venceu    | [ 13 ] |
| 2008 | Ian Charleson Awards                | Elogios                           | interpretar o Mensageiro em Édipo Rei no National Theatre | Venceu    | [ 7 ]  |
| 2010 | Ian Charleson Awards                | Primeiro Prêmio                   | interpretar Edgar em King Lear na Donmar Warehouse        | Venceu    | [ 7 ]  |
| 2019 | Screen Actors Guild Awards          | Melhor Elenco em Cinema           | Bohemian Rhapsody                                         | Indicado  | [ 14 ] |
| 2021 | Screen Actors Guild Awards          | Melhor Elenco em Série de Comédia | The Great                                                 | Indicado  | [ 15 ] |